# Frank R. Gooding
Frank Robert Gooding, född 16 september 1859 i Tiverton, England, död 24 juni 1928 i Gooding, Idaho, var en amerikansk republikansk politiker. Han var guvernör i delstaten Idaho 1905–1909. Han representerade Idaho i USA:s senat från 1921 fram till sin död.
Gooding kom 1867 till USA. Han flyttade 1877 till Kalifornien och 1881 till Idahoterritoriet.
Gooding besegrade ämbetsinnehavaren John T. Morrison i republikanernas primärval inför guvernörsvalet i Idaho 1904. Han vann sedan själva guvernörsvalet och efterträdde Morrison som guvernör i januari 1905. Han efterträddes 1909 av James H. Brady.
Gooding förlorade 1918 fyllnadsvalet till USA:s senat mot demokraten John F. Nugent. Han besegrade sedan Nugent i både 1920 och 1926 års senatsval. Han avled 1928 i ämbetet och efterträddes av John W. Thomas.
Gooding var metodist. Hans grav finns på Elmwood Cemetery i Gooding. Både staden Gooding och Gooding County har fått sina namn efter Frank R. Gooding.